# Reto del condón

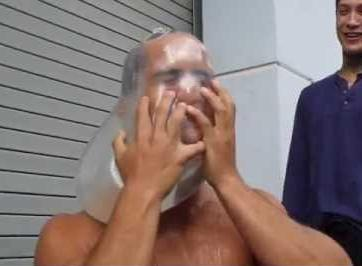
Por lo general, al llenar el condón con agua y tirarlo sobre la cabeza de otra persona, este se rompe, pero en otros casos el condón no se rompe y termina cubriendo toda la cabeza de la persona, en varios casos implicando a que la persona se asfixie

El reto del condón  o del preservativo (en inglés: Condom challenge) es el nombre dado a dos fenómenos virales, el primero involucra en meter un condón a través de una de las fosas nasales y que salga por la parte trasera de la garganta, saliendo por la boca; el segundo involucra llenar el condón con agua y tirarlo encima de la cabeza de otra persona, típicamente implicando que el condón cubra toda la cara de la persona, ambas variaciones tienen un alto riesgo de que la persona se asfixie.

## Cavidad nasal
El reto original consta de insertar un preservativo de látex a una fosa nasal y resoplarlo hasta la cavidad nasal y atrás a través de la garganta ser sacado por la boca. El reto se originó en mayo del 2006, cuándo un vído subido a Break.com de un hombre joven completando el reto. El término "reto del condón" estuvo acuñado en mayo del 2012 siguiendo la popularidad del en entonces extendido reto de la canela, pero la idea era de varios años ya y los vídeos de los intentos de desafío datan de al menos del 2007.[cita requerida] El reto fue viral en 2013, cuándo WorldStarHipHop publicó un vídeo de dos mujeres jóvenes que intentan el reto, y varias personas posteriormente publicaron otros vídeos a internet de ellos intentando el mismo reto.
El reto posee posibles peligros de asfixia.

## Caída de agua
El reto de después, popularizado en noviembre de 2015, implica llenar un preservativo con agua y filmar como acaba cayendo encima de la cabeza de un participante. Esto a menudo trae como resultado que el preservativo cubra y se adhiera a la cara de la persona, dando la impresión de que se ha juntado a la cabeza. El diario The Guardian alertó del peligro de poner un objeto que impida la respiración por la nariz y boca.